# کاترین سارافیان
کاترین صارافیان (ارمنی: Քեթրին Սարաֆյան؛ زاده ۲۷ ژانویهٔ ۱۹۶۹) تهیه‌کننده ارمنی-آمریکایی در شرکت پیکسار است.

## فیلم‌شناسی
- Lifted ‏ (۲۰۰۶)
- شگفت‌انگیزان (۲۰۰۴)
- دلیر (۲۰۱۲)